# St. Bonifatius (Varel)

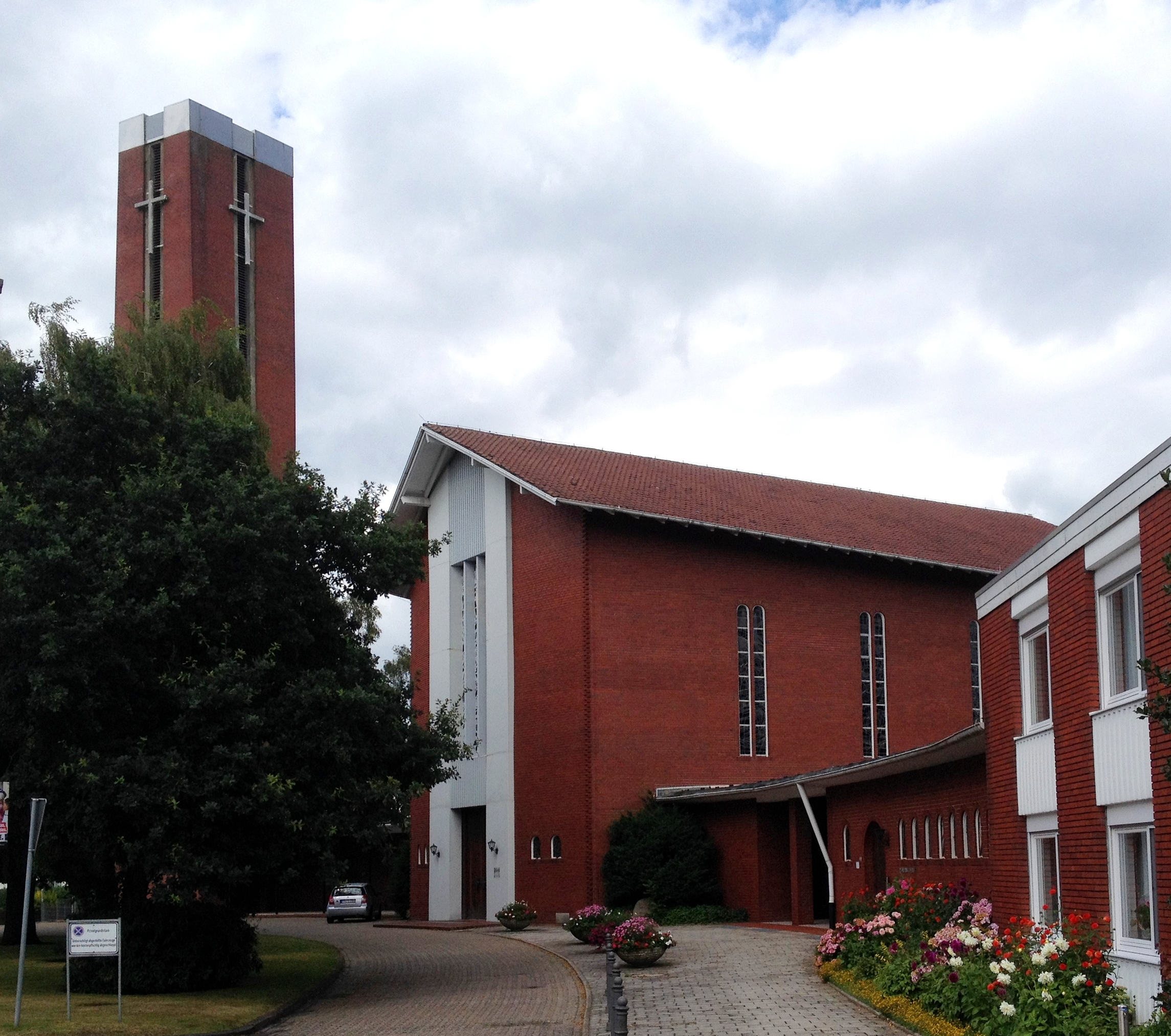
St. Bonifatius, Varel

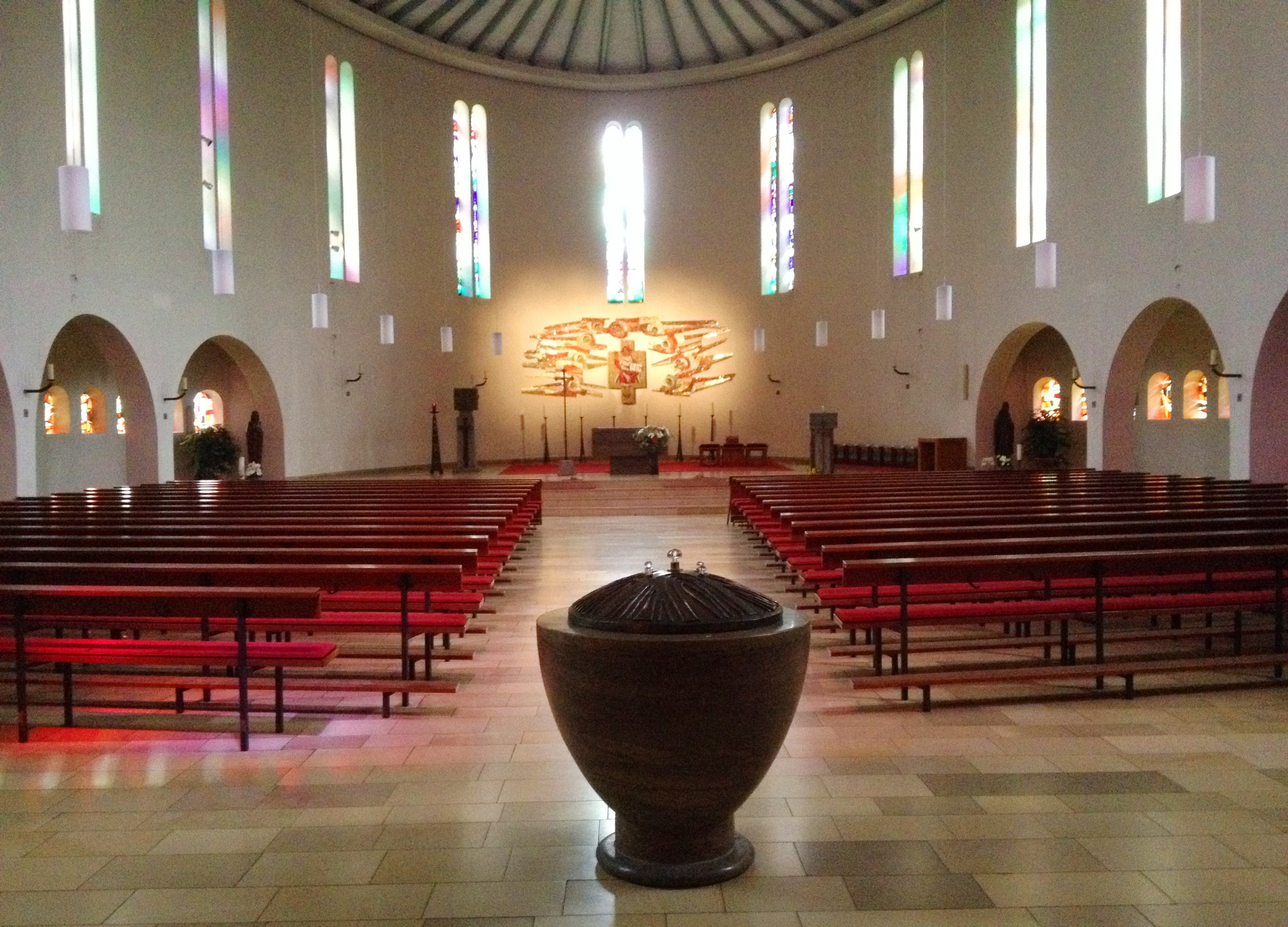
Innenraum

St. Bonifatius ist die römisch-katholische Pfarrkirche in Varel, Landkreis Friesland. Der Neubau entstand 1965–1967 westlich der Alten Katholischen Kirche von 1858, nachdem diese für die gewachsene Gemeinde zu klein geworden war.

## Geschichte

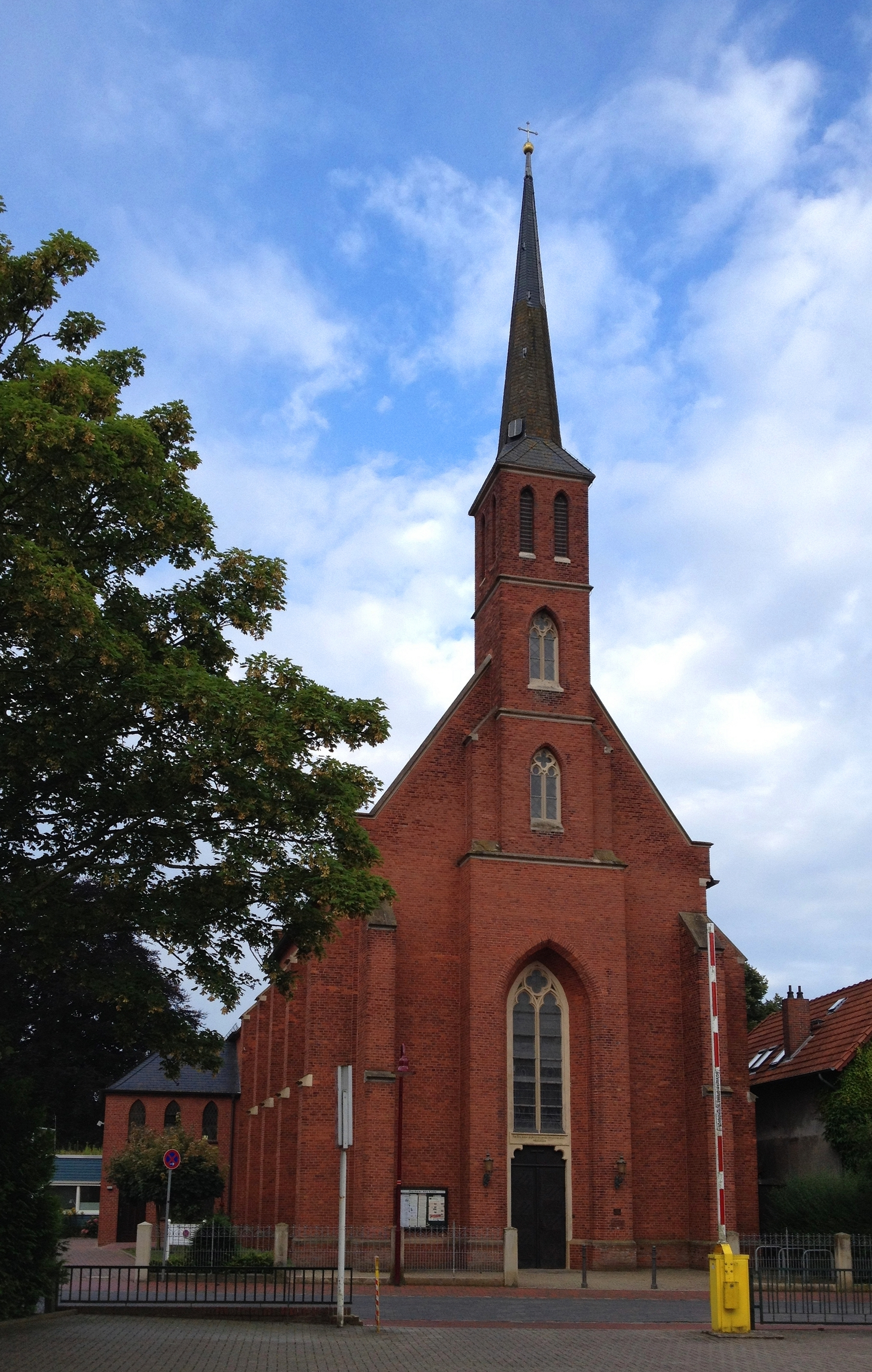
Alte St.-Bonifatius-Kirche

Seit der Reformation in der Grafschaft Oldenburg war die Vareler Schlosskirche lutherisch. Bevor es wieder eine katholische Gemeinde in Varel gab, besuchten die vereinzelten katholischen Einwohner die 17 km entfernte katholische Kirche in Neustadtgödens.
Nachdem im 19. Jahrhundert im Zuge der Industrialisierung Katholiken in größerer Zahl nach Varel kamen, wurde 1851 die erste Messe in einem angemieteten jüdischen Haus vom Missionar Gottfried Schrandt gehalten. Im selben Jahr kaufte Schrandt für 700 Taler ein Grundstück südlich des historischen Ortskerns von Varel. Dort wurde 1852 das Pfarrhaus und 1855–1858 die neugotische Kirche mit dem Patrozinium des hl. Bonifatius erbaut. Das Pfarrhaus diente Pastor Schrandt nicht nur als Wohnsitz, sondern auch für den Schulunterricht der katholischen Knaben, bei dem er auch als Lehrer fungierte. Da das Budget, das ihm durch Kollekten und den Bischof in Münster zur Verfügung stand, sehr schmal war, mussten die Gemeindemitglieder ebenso wie Pastor Schrandt selbst mit Hand anlegen.
Bedingt durch den starken Zuzug heimatvertriebener Katholiken nach dem Zweiten Weltkrieg wurde beschlossen, eine größere Kirche für die Gemeinde zu errichten. Seit deren Fertigstellung im Jahr 1967 wird die alte Kirche hauptsächlich als Gemeindezentrum genutzt. Die Konsekration erfolgte am 5. Februar 1967 durch Weihbischof Heinrich Baaken.

## Architektur und Ausstattung
Die neue St.-Bonifatius-Kirche wurde von dem Architekten Ludger Sunder-Plassmann aus Cloppenburg geplant und ist ein geräumiger Backsteinbau auf annähernd ovalem Grundriss mit niedrigen, schmalen Seitenschiffen und halbrund schließendem Altarraum. Der quadratische Glockenturm steht frei. Für die neue Kirche lieferte die Glockengießerei Otto aus Hemelingen/Bremen zwei Bronzeglocken mit den Schlagtönen f' und as'. Die Glocken haben folgende Durchmesser: 1154 mm und 970 mm.
Der Altarbereich ist um drei Stufen erhöht, der Innenraum wird durch 15 schlanke, bunt verglaste, etwa drei Meter hohe Doppelbogenobergadenfenster beleuchtet. Ein etwa vier Meter hohes, blau und rot verglastes Fenster befindet sich über dem Haupteingang, neben diesem auf der Empore die Orgel. Die Decke mit sichtbaren Sparren wirkt durch die geschwungenen Außenwände wie ein umgestülpter Bootsrumpf, die Sparren über dem Altar verlaufen sternförmig. Die Altarwand beherrscht ein Mosaik des Christus Pantokrator, umgeben von Engeln.